# Пјанети (Асти)
Пјанети је насеље у Италији у округу Асти, региону Пијемонт.
Према процени из 2011. у насељу је живело 65 становника. Насеље се налази на надморској висини од 164 м.